# Naturschutzgebiete in Lesotho
Naturschutzgebiete in Lesotho nehmen laut IUCN nur 0,26 Prozent der Landfläche ein.

## Schutzgebiete
| Name                           | Größe (km²)     | Proklamation | Besonderheiten                       | Nationaler Status          | IUCN-Kategorie    | Lage                            |
| ------------------------------ | --------------- | ------------ | ------------------------------------ | -------------------------- | ----------------- | ------------------------------- |
| Bokong-Naturreservat           | 19,72           |              | als Biosphärenreservat vorgeschlagen |                            |                   | 29° 4′ 8,4″ S, 28° 25′ 30″ O    |
| Botanischer Garten             | 0,015           |              |                                      |                            |                   |                                 |
| Lets'eng-la-Letsie             | 4,34            | 2004         | Ramsar-Gebiet                        |                            |                   | 30° 18′ 35,2″ S, 28° 9′ 56,4″ O |
| Liphofung-Denkmal und Reservat | 0,04            |              |                                      |                            |                   |                                 |
| Masitise-Naturreservat         | 0,2             |              |                                      |                            |                   |                                 |
| Muela-Naturreservat            | 0,45            |              |                                      |                            |                   |                                 |
| Sehlabathebe-Nationalpark      | 64,75–69,52     | 1970         | seit 2013 UNESCO-Welterbe            | Nationalpark               | IV (Nationalpark) | 29° 54′ 0″ S, 29° 7′ 0″ O       |
| Ts’ehlanyane-Nationalpark      | 6324,02 bzw. 53 |              | als Biosphärenreservat vorgeschlagen | Nationalpark Naturreservat |                   | 29° 0′ 0″ S, 28° 25′ 0″ O       |